# Датило (Трапани)
Датило је насеље у Италији у округу Трапани, региону Сицилија.
Према процени из 2011. у насељу је живело 479 становника. Насеље се налази на надморској висини од 93 м.